# WikiLeaks
WikiLeaks ili Wikileaks je međunarodna neprofitna organizacija sa sjedištem u Švedskoj, koja objavljuje anonimne dojave odnosno na drugi način nedostupne dokumente uz istovremeno čuvanje anonimnosti svojih izvora. 
Smatraju sebe dobavljačima za istraživačko novinarstvo.
Njihove internetske stranice, postavljene 2006. godine, vodi The Sunshine Press. Organizacija tvrdi da su je osnovali kineski disidenti, kao i novinari, matematičari i infromatički stručnjaci iz SAD, Tajvana, Europe, Australije i Južnoafričke Republike. 
Godinu dana od postavljanja, na internetskoj se stranici, po tvrdnjama njezinih osnivača, mogla pronaći baza podataka s više od 1,2 milijuna dokumenata.
Novinski članak magazina The New Yorker od 7. lipnja 2010. godine navodi da je Julian Assange, australski novinar i internetski aktivist, direktor WikiLeaksa.
Objava video-snimke poznate pod nazivom Collateral Murder, u travnju 2010. godine, u kojoj je prikazano kako američka vojska u predgrađu Bagdada, srpnja 2007. godine u helikopterskome napadu ubija iračke civile i dva člana Reutersova osoblja (Saeed Chmagh i Namir Noor-Eldeen) WikiLeaks učinilo je jednim od najvažnijih portala za neovlašteno objavljivanje priča, dokumenata i video-snimki s udaljenih bojišta. U srpnju iste godine je WikiLeaks objavio Afganistanski ratni dnevnik, kompilaciju više od 90.000 dokumenata o ratu u Afghanistanu s kojima javnost prethodno nije bila upoznata. Veoma važan dokument objavljen na portalu WikiLeaks bio je dokument o dubokoj povezanosti američke vlade i američkih tajnih službi (CIA-e) s terorističkim organizacijama diljem svijeta te dvostrukim standardima u tumačenju međunarodnih prava i zakona od strane SAD-a. Dokument je objavljen pod nazivom "CIA Red Cell Memorandum on United States exporting terrorism" i vrlo teško je naći originalnu, neprepravljenu verziju. Nakon objavljivanja nekolicine povjerljivih dokumanata i ratnih zločina koje su NATO-ve snage činile u Iraku i Afganistanu, a o kojima nikada nije bilo ni riječi u zapadnim političkim i medijskim sferama, neke zemlje su u određenoj mjeri zabranile u pristup WikiLeaksu. Ubrzo je uslijedilo istraživanje glavnog urednika WikiLeaksa, Juliana Assangea, o slučajevima navodnog silovanja maloljetnice.

## Povijest

### Osnivanje
Domena wikileaks.org registrirana je 4. listopada 2006. godine, a prvi dokument je objavljen u prosincu 2006. godine. Osnivač WikiLeaksa nije točno identificiran, ali ga od siječnja 2007. godine u javnosti zastupa Julian Assange. Novine The Australian su proglasile Assanga osnivačem WikiLeaksa. Prema magazinu Wired, Assange je u jednom osobnom razgovoru izjavio da je on duša te organizacije, njezin osnivač, glasnogovornik, organizator i ostalo.

### Cilj
Naveli su kako je glavni interes WikiLeaksa "objavljivanje dokumenta o režimima u Aziji, nekadašnjem Sovjetskom bloku, Subsaharskoj Africi i Bliskom Istoku, ali i pomoć ljudima svih regija koji žele otkriti neetičko ponašanje njihovih vlada ili korporacija." U siječnju 2007. godine, tvrdili su da imaju 1,2 milijuna dokumenata koje se spremaju objaviti.

### Financiranje
WikiLeaks je 24. prosinca 2009. godine najavio da im ponestaje novčanih sredstva i zabranili su pristup objavljenim dokumentima osim formi za podnošenje novih dokumenta. Materijal koji je bio objavljen više nije bio dostupan, ali mu se svejedno moglo pristupiti na neslužbenim kopijama stranice. Također su najavili kako će u potpunosti nastaviti raditi kad se pokriju osnovni troškovi poslovanja.
Prema riječima Assangea, dana 7. prosinca 2010., Bank of America, Visa, Mastercard, Paypal i Western Union, nezakonito su i samovoljno nametnuli novčanu blokadu, koja je uništila 95 posto prihoda WikiLeaksa.

## Vanjske poveznice
- (engl.) Službene stranice

|  | Zajednički poslužitelj ima još gradiva o temi Wikileaks |